# Aedes pexus
Aedes pexus é um espécie de mosquito do Género Aedes, pertencente à família Culicidae.